# Герб Испании
Герб Испании (исп. Escudo de España) — геральдический символ Испании, символизирующий всю совокупность её территорий.

## Описание
Ныне действующая версия герба утверждена законом 33/1981 от 5 октября 1981 года, который содержит следующее описание герба:
Статья первая. Герб Испании представляет собой щит, разделённый на четыре части с закруглением внизу. В первой четверти на красном фоне находится изображение трёхбашенного замка золотого цвета с лазурными воротами и окнами. Во второй четверти на серебряном фоне находится изображение вздыбленного льва пурпурного цвета, увенчанного золотой  короной и вооружённого червлёными когтями. В третьей четверти на золотом фоне находятся четыре полосы красного цвета. В четвертой четверти на красном фоне находятся изображения золотых цепей, образующие крест, а в центре четверти - изображение изумруда. На врезке внизу щита на серебряном фоне  находится  изображение плода граната, с внутренностью красного цвета, с двумя  зелёными листьями.
По обе стороны от изображения щита расположены изображения колонн серебряного цвета, опирающиеся на основания золотого цвета и изображения волн лазурного, или синего цвета и увенчанные императорской и королевской золотыми коронами. Колонны обвивает красная девизная лента, на которой нанесена золотыми буквами надпись: слева «Plus», справа «Ultra» (от латинского «Plus Ultra» - «Дальше предела»). Верхняя часть герба увенчана изображением королевской короны, представляющим собой круг из золота с драгоценными камнями, с восемью розетками и восемью вкраплёнными жемчужинами, закрытыми сверху восемью полусферами, из которых пять видны, также украшенными жемчугом и увенчанными крестом на символическом изображении земного шара. Внутренность короны имеет красный цвет.
Статья вторая. На щит герба Испании, описанный в предыдущей статье, помещена вставка лазурного цвета с каймой красного цвета с изображением трёх золотых лилий, две над одной - символом правящей династии Бурбон-Анжу.
Acompañado de dos columnas de plata, con la base y capitel de oro, sobre ondas de azur o azul y plata, superada la corona imperial la diestra, y de una corona real la siniestra, ambas de oro, y rodeando las columnas una cinta de gules o rojo, cargada de letras de oro, en la diestra "Plus" y en la siniestra "Ultra", (del latín Plus Ultra, Más Allá). Al timbre, Corona Real cerrada, que es un círculo de oro, engastado de piedras preciosas, compuesta de ocho florones de hojas de acanto, visible cinco, interpoladas de perlas y de cuyas hojas salen sendas diademas sumadas de perlas, que convergen en el mundo de azur o azul, con el semimeridiano y el ecuador en oro, sumado de cruz de oro. La corona forrada de gules o rojo.
Девиз на гербе «Plus Ultra» — «лат. Дальше предела» или «За пределы» (до открытия Америки Колумбом девизом было изречение «Nec Plus Ultra» — «лат. Дальше некуда», потому что Геркулесовы столбы считались концом света).
Впоследствии были приняты два королевских указа, которые вносили уточнения в дизайн, размер и цветовую гамму и порядок использования государственного герба Испании:
- Королевский указ 2964/1981 от 18 декабря 1981 года, который устанавливает официальный дизайн испанского герба, его использование и размеры[2];
- Королевский указ 2267/1982 от 3 сентября 1982 года, в котором представлена техническая спецификация его цветов[3].

## Официальный дизайн

### Цветовая гамма
Цвета герба Испании были юридически определены Королевским указом 2267 от 3 сентября 1982 года в международных системах LAB и CIE-1931. Руководство протокольной службы испанского государства устанавливает, что предпочтительная форма воспроизведения цветовой гаммы герба, основывается на «диапазоне из восьми цветов, который должен быть нанесен в одном составе или в другом, в зависимости от используемой среды или поддержки».
|                | Чёрный      | Красный          | Серебряный       | Золотой          | Зелёный           | Лазурный          | Пурпурный       | Гранада        |
| -------------- | ----------- | ---------------- | ---------------- | ---------------- | ----------------- | ----------------- | --------------- | -------------- |
| Цвет (RGB)     |             |                  |                  |                  |                   |                   |                 |                |
| CIELAB (H,C,L) |             | (35,0;70,0;37,0) | (255,0:3,0;78,0) | (90,0;37,0;70,0) | (165;0,41,0;31,0) | (270,0;35,0;26,0) | (0,0;52,0;50,0) | (не определён) |
| RGB            | (0,0,0)     | (181,0,39)       | (178,178,178)    | (159,126,0)      | (0,111,70)        | (0,68,173)        | (196,76,122)    | (246,203,126)  |
| CMYK           | (0,0,0,100) | (0,100,80,0)     | (0,0,0,30)       | (20,30,100,0)    | (100,10,70,0)     | (100,50,0,0)      | (0,70,0,0)      | (0,10,40,0)    |
| Pantone        |             | 186              | 877              | 872              | 3415              | 2935              | 218             | 1345           |

Примечания: 

Показанные оттенки приблизительны для систем CIELAB, CMYK и Pantone, которые не могут быть точно представлены на экране компьютера.

Значения RGB варьируются от 0 до 255. Значения CMYK варьируются от 0 до 100.

### Геральдические элементы герба и их значения
Гербовый щит составляют гербы пяти королевств и герб династии Бурбон-Анжу:
- Герб королевства Кастилия — первая четверть;
- Герб королевства Леон — вторая четверть;
- Герб королевства Арагон — третья четверть;
- Герб королевства Наварра — четвёртая четверть;
- Герб королевства Гранада — в оконечности;
- Герб династии Бурбон-Анжу — в сердце щита.

Гербовый щит обрамляют:
- Геркулесовы столбы с закреплённой надписью Plus ultra — в качестве щитодержателей. Столбы увенчаны императорской короной Священной Римской империи и королевской короной Испании соответственно, представляя историю страны как империи и королевства;
- Королевская корона, символизирующая национальный суверенитет венчает гербовый щит.

Обрамляющие элементы
королевская корона
Геркулесовы столбы

Элементы щита
Герб королевства Кастилия.
Герб королевства Леон.
Герб королевства Арагон.
Герб королевства Наварра.
Герб королевства Гранада.
Герб династии Бурбон-Анжу.

## История герба

### Герб Фернандо III, короля Кастилии и Леона (1230)

Герб Фернандо III

Фернандо III Кастильский, объединив в своих руках Кастилию, Леон и Галисию, образовал единое королевство Кастилия и Леон и учредил в 1230 году герб Кастилии и Леона. Фернандо III ввёл в геральдику деление поля щита герба на четыре части, его примеру последовали монархи Арагона и Наварры, а также другие монархи Европы.

### Католические короли (1469—1516)

Герб католических королей (до 1492)

Брак двух испанских монархов, вошедших в историю как католические короли — королевы Изабеллы I Кастильской (1451—1504) и короля Фердинанда II Арагонского (1452—1516), заключённый в 1469 году, положил основу объединению королевств Арагона и Кастилии и Леона, что, в свою очередь, привело к созданию современной Испании. Это нашло своё отражение и в геральдике. В 1475 году Фердинанд II и Изабелла I приняли новый герб. В этом гербе были представлены два крупнейших государственных образования Пиренейского полуострова конца XV века: королевства Кастилия и Леон, которое простиралось с севера на юг полуострова и включало территории нынешних автономных сообществ Галисии, Астурии, Кантабрии, Страны Басков, Риохи, Кастилии-Леона, Мадрида, Эстремадуры, Кастилии-Ла-Манчи, Мурсии, Андалусии и Канарских островов, и королевства Арагон, которая включало территории нынешних автономных общин Арагона, Каталонии, Валенсии и Балеарских островов, а также другие территории, распределённые по всему Средиземноморскому бассейну.
Герб католических королей состоял из щита, разделенного на четверти. в которых чередовались изображения гербов королевства Кастилия (на красном фоне изображение золотого замка, с тремя башенками, с окнами и воротами азура), Леона (вздыбленный пурпурный лев, увенчанный золотой короной), королевства Арагон (на золотом фоне четыре полосы красного цвета) и королевства обеих Сицилий (на золотом фоне четыре полосы красного цвета, с двумя изображениями орлов). Позже, после завоевания Гранады в 1492 году на герб была добавлена её символика (на серебряном фоне изображение граната с двумя зелеными листами). Слева от щита находилось изображение ярма с гордиевым узлом и девизом договора между супругами «Tanto monta», поверх которого был нанесена буква «F» — инициал имени Фернандо; справа от щита находилось изображение пучка стрел, поверх которых была нанесена буква «Y» — инициал имени Изабеллы. На этом испанском гербе впервые в качестве щитодержателя появляется орёл Сан-Хуан.

### Австрийский дом (1516—1700)

Герб Карлоса I Испанского, он же — Карл V, император Священной Римской империи

Герб Филиппа II, 1580 год.

После смерти Фернандо II в 1516 году, трон Испании (Кастилии и Арагона) унаследовал его внук Карл Габсбург, сын Хуаны I Безумной и Филиппа I Красивого, внук императора Максимилиана I по отцовской линии, который взошёл на испанский престол под именем Карлос I.
Герб Карлоса I включал присутствовавшие в предыдущем щите изображения гербов Кастилии, Леона, Арагона, королевства обеих Сицилий и Гранады, и был дополнен изображениями гербов Австрии (серебряные полоски на красном фоне), старого герба Бургундии (золотая полоса с лазурью и каймой красного цвета), нового герба Бургундии (лазурный щит с золотыми геральдическими лилиями в окаймлении серебряных и красных полос), герба Брабанта (вздыбленный золотой лев, увенчанный короной), Фландрии (вздыбленный золотой лев с красной каймой) и герба Тироля (орёл красного цвета на серебряном поле). Карлос I также включил в свой герб изображения Геркулесовых столбов с надписью «Plus Ultra», символизировавшие заморскую империю, и цепи ордена Золотого руна, как суверен этого ордена.
Когда Карлос I был коронован как Карл V, император Священной Римской империи в 1519 году, он поместил на щит изображения императорской короны и двуглавого орла империи, выступавшего в качестве щитодержателя. С 1520 года на щит также были добавлены изображения гербов Наварры и Неаполитанского королевства (образованные гербами Иерусалима и Венгрии).
Преемники Карлоса I добавили на герб некоторые детали, заменили изображение императорской короны изображением открытой королевской короны (содержащей четыре розетки и четыре диадемы, три из которых видны) и добавили изображение кулона в виде Золотого руна, которое осталось на последующих версиях гербов.
В 1580 году Филипп II, король Испании, провозгласил себя также королём Португалии, что повлекло новые изменения в изображении герба (добавилось изображение малого герба Португалии — на щите на белом фоне в форме креста изображено 5 малых синих щитов, на каждом из которых изображено по 5 серебряных безантов, по краям большого щита широкая красная каёмка с семью золотыми за́мками). Эти изменения сохранялись до провозглашения независимости Португалии в 1668 году, во время правления Карла II Заколдованного.

### Правление Жозефа Бонапарта (1808—1813)
Жозеф Бонапарт (родился в 1768 году в Корте, умер во Флоренции в 1844 году), король Испании (1808-1813), был старшим братом императора Наполеона I. После своих завоеваний император посадил членов своей семьи на троны различных европейских государств, некоторые из которых были созданы соответствующим образом. Жозеф был первым королем Неаполя (1806).
Когда Наполеон изгнал Бурбонов из Испании, он возвел на трон Жозефа и передал неаполитанский трон маршалу Мюрату, бывшему главнокомандующему французскими войсками в Испании и мужу Каролины Бонапарт, сестры Наполеона. Долгая и трудная испанская война за независимость, или война на полуострове, которую прославил художник Франсиско Гойя, закончилась свержением Жозефа в 1814 году.
В 1808 году Жозеф Наполеон провозгласил новый герб:

Щит был разделен на 6 частей: Кастилия; Леон; Арагон; Наварра; Гранада; Индия (карты Старого и Новго света между серебряными Геркулесовыми столбами). В центральном щите изображен орел Императорской Франции.

### Правление Амадео Савойского (1870—1873)

### Реставрация Бурбонов (1874—1931)
С восстановлением династии Бурбонов в 1874 году, их щит был восстановлен в центральной части испанского щита. Старое королевское оружие, исчезнувшее в 1868 году, также было восстановлено, которое сосуществовало с упрощенными версиями, что привело к большой путанице при определении национального щита. В этот период внешние украшения щита были разнообразны (колонны Геркулеса, ожерелье Ордена Золотого Руна, королевская мантия или лавровые ветви), что привело к многочисленным версиям герба.

Версия герба Испании (1874-1931) с колоннами Геркулеса.
Версия герба Испании (1874-1931) с лавровыми ветвями.
Версия герба Испании (1874-1931) с ожерельем Золотого руна.
Версия герба Испании (1874-1931) с ожерельем Золотого руна и королевской мантией.

### Вторая республика (1931—1939)

Герб Второй республики (1931-1939 гг.)

С провозглашением Второй Республики (1931-1939) герб 1869 года был восстановлен, но без короны, опоясывающей льва из второй четверти щита.

### Франкистская диктатура и переход к конституционной монархии (1939—1981)
Герб Испании 1945—1977 гг. представлял собой пятичастный щит, увенчанный короной — знак того, что Испания — монархия. 1 и 4 поля так же разделены на четыре части и имеют повторяющиеся по диагонали изображения: Башня замка — герб Кастилии и стоящий на задних лапах лев — герб Леона. 2 и 3 поля разделены по вертикали. На правые (геральдические) части полей нанесено по четыре полосы — герб Арагона. На левых частях имеются изображения в виде кованных из цепей орнаментов — герб Наварры. В оконечности щита, в малом ромбовидном поле изображение граната — герб Гранады. По сторонам от щита расположены две колонны, увенчанные — правая (геральдическая) императорской, а левая — королевской короной — так называемые «Геркулесовы столбы» — древнее название Гибралтара, который в своё время считался краем света. Столбы обвиты лентой с девизом: «Plus Ultra» — «Дальше предела» (лат.). Это персональная эмблема короля Карлоса I (Император Священной Римской Империи Карл V). Держателем щита служит орёл Святого евангелиста Иоанна. Голова птицы окружена нимбом на фоне развевающейся девизной ленты. Надпись на ленте: «Una Grande Libre» — «Единая, Великая, Свободная» (исп.). По сторонам от хвоста орла находятся символы, являющиеся персональными эмблемами католических королей Фердинанда и Изабеллы Католических: ярмо (jugo) и пучок из пяти стрел (flechas). Последние являлись знаком франкистской организации «Фаланга».

Герб испанских националистов 1936—1938 гг.
Герб Испании 1938—1945 гг.
Герб Испании 1945—1977 гг.
Герб Испании 1977—1981 гг.

## Гербы государственных учреждений Испании

Герб Сената Испании
Герб Конгресса Испании
Герб Государственного совета Испании
Герб Генерального совета судебной власти
Герб магистратов, судей и налоговых органов
Герб корпуса государственных служащих
Герб национальной полиции
Герб таможенной службы
Герб Генерального совета по правам человека
Герб Генерального совета солиситоров